# Parade (film, 2010)
Pour les articles homonymes, voir Parade.
Pour plus de détails, voir Fiche technique et Distribution.
Parade (パレード, Parēdo) est un film japonais réalisé par Isao Yukisada, sorti en 2010.

## Synopsis
Ils sont quatre colocataires, âgés de 18 à 28 ans, deux femmes et deux hommes.
La rêveuse Kotomi (Shihori Kanjiya) est au chômage et entretient une relation tourmentée avec son petit ami Maruyama (Terunosuke Takezai), un acteur célèbre ; Mirai (Karina Nose) est une illustratrice introvertie avec des problèmes d'alcool ; prudent et réservé, Naoki (Tatsuya Fujiwara) est employé par une société de distribution de films ; originaire de Nagasaki, Ryosuke (Keisuke Koide), un étudiant maladroit et insouciant, s'éprend de la petite copine de son meilleur ami. Chacun a ses hauts et ses bas mais parvient à maintenir l'équilibre au sein de leur cocon.
Leur quotidien est bouleversé lorsqu'une cinquième personne s'ajoute à la bande : le mystérieux Satoru (Kento Hayashi). Progressivement, le jeune prostitué, solaire et joyeux, va remettre en cause les certitudes des colocataires.
En parallèle, une série de meurtres ébranle le quartier...

## Fiche technique
- Titre original : Parade (パレード, Parēdo?)
- Réalisation : Isao Yukisada
- Scénario : Isao Yukisada, d'après le roman homonyme de Shūichi Yoshida paru en 2002
- Photographie : Jun Fukumoto
- Montage : Tsuyoshi Imai
- Musique : Hirofumi Asamoto
- Producteur exécutif : Takehiko Aoki
- Producteurs : Mamoru Inoue, Ryûta Inoue, Tetsu Kuchigouchi et Atsushi Sugai
- Sociétés de production : Happinet, Horipro, King Record Co., Monster Ultra, Showgate et WOWOW Films
- Société de distribution : Showgate
- Pays d'origine :  Japon
- Langue originale : japonais
- Genre : drame
- Durée : 118 minutes
- Dates de sortie :
  - Avant-première mondiale : Corée du Sud, octobre 2009 (Festival international du film de Busan)
  - Japon : 20 février 2010

## Distribution
- Tatsuya Fujiwara : Naoki Ihara
- Karina Nose : Mirai Soma
- Shihori Kanjiya : Kotomi Okochi
- Keisuke Koide : Ryosuke Sugimoto
- Kento Hayashi : Satoru Kokubo
- Win Morisaki : Makoto
- Terunosuke Takezai : Tomohiko Maruyama
- Maho Nonami : Misaki
- Yuri Nakamura : Takako Matsuzono
- Kazuki Namioka : Hiroshi Matsuzono
- Bokuzō Masana : Le voyant
- Renji Ishibashi : Yoshio Noguchi
- Tomoki Miura : Umezaki
- Atsushi Fukazawa : Mama Marine

## Distinctions

### Récompenses
- Berlinale 2010 : prix FIPRESCI[1]